# Entroncamento (transportes)
Um Entroncamento em transporte, trata-se do encontro de duas vias (a+b) sendo que ambas são de mão dupla, podendo entrar e sair de ambas. É importante salientar que "a" deve ter a preferencial em relação a "b", ou seja, ao adentrar em "a", "b" devera respeitar a preferencial da principal. Outra característica é que "b" deve iniciar em "a" e desembocar em "a". e para concluir exigível que de "b" em relação a "a" tenha formato de 45 graus.
Exemplos
|  |  |